# Keremet
Keremet – bóstwo panteonu Finów permskich (Udmurtów). Nazwa zapożyczona od ludów tureckich oznaczająca "ducha ważnej osobistości". Nazywany również Łudem lub Szajtenem.

Przeciwieństwo dobrego – Inmara, jednak o podobnej mocy. Inmar był prawdopodobnie jego bratem. Keremet jest zły i inteligentny. Panuje nad światem podziemnym i złymi duchami.

Razem ze swoim bratem brał czynny udział w stwarzaniu ziemi. Inmar wysłał go po odrobinę gleby z dna morskiego, by z niej stworzyć świat. Rysuje się tu znany motyw kosmogoniczny: świat zostaje stworzony przy współpracy dobrego i złego boga, i to zły dokonuje zanurzenia w morzu, gdyż to on sprawuje nad nim władzę.

Z kawałka ziemi ukrytej przed Inmarem w ustach, Keremet stwarza góry.

Jest on również przyczyną unicestwienia lub wygnania pierwszych ludzi, gdyż za jego namową spożywają oni napój zabroniony przez Inamara – kumys.

W świętych gajach (również nazywanych keremetami lub łudami) składano mu w ofierze zwierzęta o czarnej sierści.